# Ngôi nhà bí ẩn Winchester
Ngôi nhà bí ẩn Winchester là một dinh thự ở San Jose, California. Nơi đây từng là nơi cư ngụ của Sarah Winchester, vợ của ông trùm sản xuất súng William Wirt Winchester. Ngôi nhà nằm ở số 525, Đại lộ Nam Winchester, San Jose. Căn biệt thự mang phong cách hoàng hậu Anne thời hậu Victoria nổi tiếng với quy mô, kiến trúc của nó và thiết kế xây dựng tổng thể. Đây là địa điểm lịch sử của California và được liệt kê trong Sổ bộ Địa danh Lịch sử Quốc gia Hoa Kỳ. Ngôi nhà thuộc sở hữu tư nhân và được phục vụ như một địa điểm du lịch. Kể từ khi xây dựng vào năm 1884, căn nhà được cho là bị ám bởi linh hồn của những người bị giết bằng súng trường Winchester. Dưới sự giám sát hằng ngày của Winchester, công trình "bề nổi" đã được thực hiện liên tục, theo một số tài liệu, mà không bị gián đoạn. Cho đến khi bà qua đời vào ngày 5 tháng 9 năm 1922, lúc đó việc xây dựng ngay lập tức chấm dứt. Tuy nhiên, người viết tiểu sử của Sarah Winchester cho rằng Winchester thường xuyên sa thải công nhân trong nhiều tháng liền để nghỉ ngơi và ghi nhận rằng "điều này đã làm cho các chủ sở hữu nhà bí ẩn Winchester ngày nay đang làm việc tại trang trại là không ngừng nghỉ trong ba mươi tám năm."

## Cảm hứng

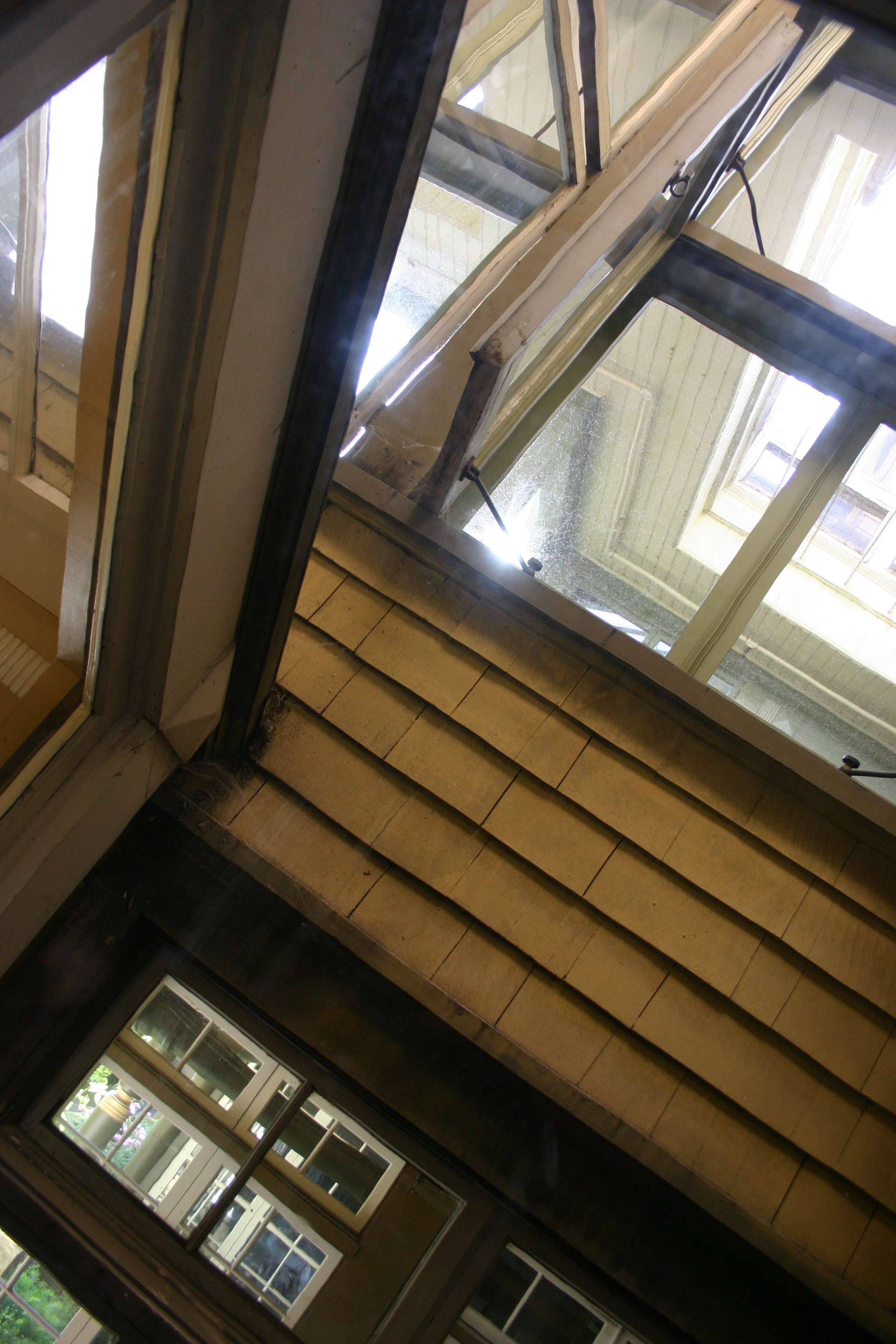
Cửa sổ trong nhà

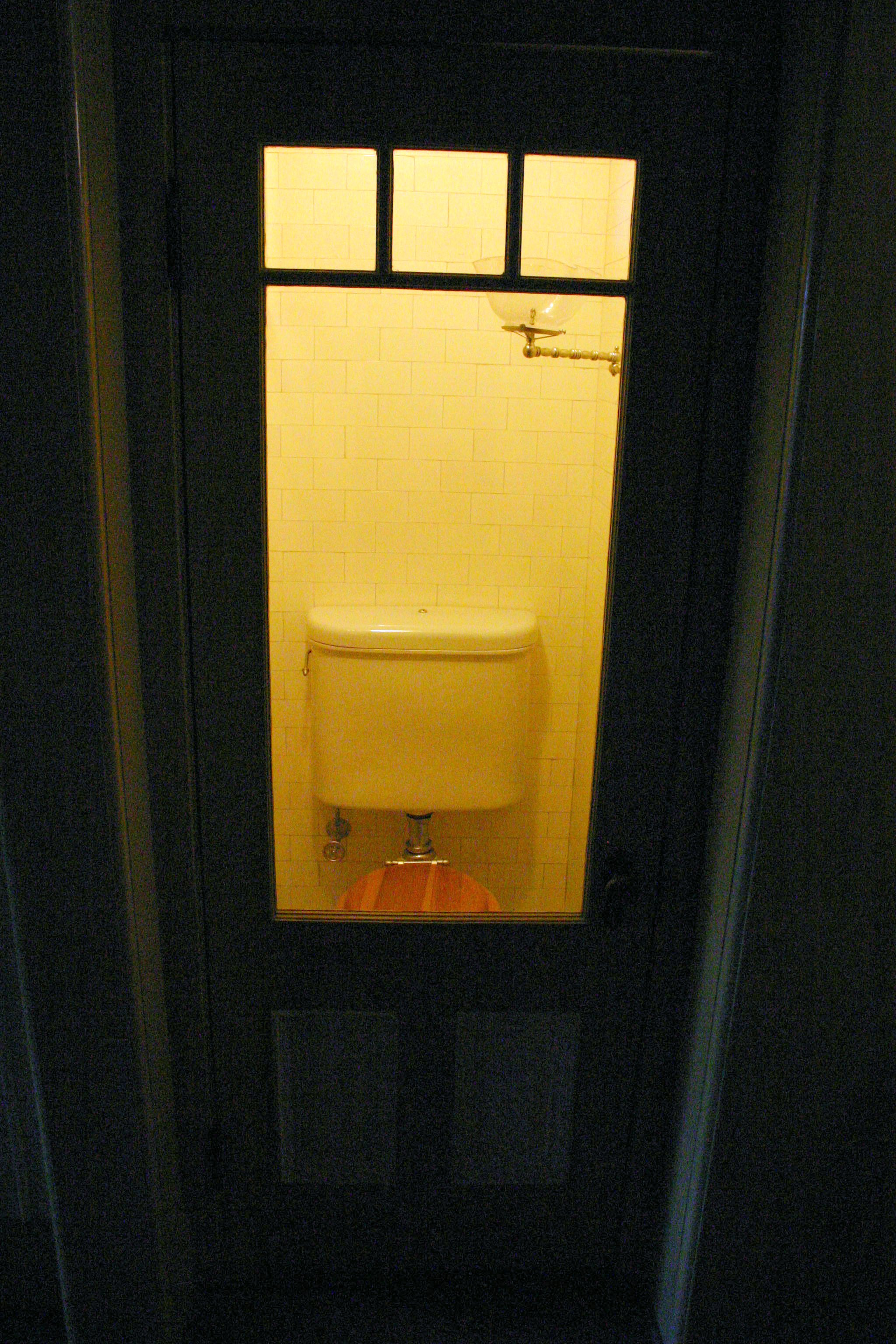
Với hàng trăm công nhân ở đó, tất cả 13 phòng tắm đều phải hoạt động, nhưng sau đó bị ngắt kết nối. Trong những năm cuối đời của Sarah Winchester, người ta có một cửa sổ để y tá kiểm tra..

Sau cái chết của chồng bà vì bệnh lao năm 1881, Sarah Winchester thừa hưởng hơn 20,5 triệu đô la (tương đương với 520 triệu đô la thời điểm năm 2017). Bà cũng nhận được gần 50% quyền sở hữu của công ty Winchester Repeating Arms Company, đem lại cho bà thu nhập khoảng 1.000 đô la mỗi ngày, tương đương với 25.000 đô la Mỹ mỗi ngày theo năm 2017. Khoản thừa kế đó đã đem lại cho bà khoản tài sản to lớn mà bà đã sử dụng để đầu tư cho việc xây dựng ngôi nhà lúc đó.
Các tờ báo lá cải thời điểm đó cho rằng, sau khi cô con gái nhỏ của bà qua đời vì bệnh marasmus, một chứng bệnh của trẻ nhỏ gây tiêu chảy, và chồng bà chết vì bệnh lao phổi, người ta cho rằng một thầy đồng ở Boston nói rằng bà nên rời New Haven và chuyển đến khu vực Bờ Tây, nơi bà phải liên tục xây một ngôi nhà cho bản thân và linh hồn của những người bị bắn chết bởi súng Winchester. Winchester rời New Haven và đi đến California. Mặc dù có thể nói bà chỉ đơn giản tìm kiếm sự thay đổi nơi ở và sở thích trong khoảng thời gian trầm cảm kéo dài, các nguồn tin khác cho rằng Winchester tin rằng gia đình bà và tài sản bị những hồn ma ám, chỉ khi dời về phía Tây và liên tục xây dựng một ngôi nhà, bà mới có thể xoa dịu những linh hồn đó.
Năm 1884, bà mua một ngôi nhà nông thôn chưa hoàn thành ở Thung lũng Santa Clara và bắt đầu xây tòa lâu đài. Các thợ mộc được thuê và làm việc trong nhà cả ngày lẫn đêm cho đến khi nó thành một biệt thự bảy tầng. Bà không thuê kiến trúc sư mà tự mình bổ sung các hạng mục vào tòa nhà một cách ngẫu hứng. Vì vậy ngôi nhà chứa rất nhiều thứ kỳ quái như cửa ra vào và cầu thang không đi đến đâu, cửa sổ nhìn ra các phòng khác và cầu thang với những người đứng dậy kỳ quái. Nhiều ghi chép cho rằng những đặc điểm kỳ quái này là do niềm tin của bà về bóng ma.
Trước trận động đất năm 1906, ngôi nhà cao 7 tầng, nhưng ngày nay chỉ có 4 tầng. Ngôi nhà được làm chủ yếu bằng gỗ màu đỏ, vì bà Winchester thích gỗ. Tuy nhiên, bà không thích hình dáng của nó nên bà đã yêu cầu phải sơn các hạt và các vết bẩn lên. Đây là lý do tại sao gần như tất cả các tấm gỗ trong nhà còn nguyên vẹn đến hôm nay. Ước tính cần khoảng 20.500 gallon Mỹ (78.000 lít) sơn để sơn nhà. Ngôi nhà được xây dựng trên một nền nổi mà người ta cho là đã được bảo toàn khỏi sụp đổ hoàn toàn trong trận động đất năm 1906 và trận động đất ở Loma Prieta năm 1989.
Kiểu xây dựng này cho phép ngôi nhà tự do di chuyển, vì không hoàn toàn gắn liền với nền gạch. Ngôi nhà có khoảng 161 phòng, bao gồm 40 phòng ngủ, 2 phòng khiêu vũ (một phòng đã hoàn thành và một phòng chưa được xây dựng xong), 47 lò sưởi, hơn 10.000 tấm kính, 17 ống khói (có bằng chứng nói rằng có thêm hai cái nữa), hai tầng hầm và ba thang máy. Khu đất của Winchester rộng khoảng 162 mẫu Anh (66 ha), nhưng từ đó tài sản đã giảm xuống 4,5 mẫu Anh (1,8 ha)  - mức tối thiểu cần thiết để chứa nhà và các khu nhà ở gần đó. Nó có đèn chùm bằng vàng và bạc, sàn gỗ ghép khảm và trang trí, và một loạt các màu sắc và vật liệu. Do bệnh viêm khớp của bà Winchester, cầu thang đặc biệt "dễ dỡ" đã được lắp đặt để thay thế cho công trình ban đầu. Điều này cho phép góa phụ Winchester di chuyển về phòng một cách tự do khi bà chỉ có thể nâng cao chân vài inch. Chỉ có một nhà vệ sinh hoạt động dành cho Winchester, vì tất cả các phòng vệ sinh khác đều được sử dụng để lừa và làm rối loạn các linh hồn. Đây cũng là lý do tại sao bà ngủ trong một căn phòng khác nhau mỗi đêm.